# دریاچه هرم
دریاچه هَرم معروف به دریاچه هرم کاریون و دریاچه کاریان، بزرگترین دریاچه فصلی استان فارس با ۱۳۰ کیلومتر مربع مساحت است. ارتفاع سطح آب آن نسبت به سطح آب خلیج فارس ۷۵۰ متر محاسبه شده‌است. دریاچه هرم در فصل زمستان در سال‌های پربارندگی به حداکثر میزان آبگیری با طول ۲۸ کیلومتر، عرض ۱۱ کیلومتر و عمق متوسط آن ۲ متر می‌رسد.
روستاهای سرگاه، خورده دره، هرم، کاریان، احمدمحمودی، بلغان، لاغران، چغان، جلال‌آباد در پیرامون این دریاچه قرار گرفته‌اند. آب این دریاچه از چشمه‌های جهرم و بنارویه تأمین می‌شود. این دریاچه در زمستان میزبان جمعیت‌هایی از درنا و انواع اردک است و در اطراف دریاچه گونه‌های سبزقبا وجود دارند.